# Nolan Gerard Funk
Nolan Gerard Funk (Vancouver, 28 de julho de 1986) é um ator, cantor e dançarino canadense. Os seus papéis de maior relevância foram o de Nikko Alexander no filme Spectacular, reproduzido pelo canal pago Nickelodeon, e como Conrad Birdie na reposição do musical da Broadway Bye Bye Birdie de 2009. Nolan também fez o Todd, irmão da Eve (Alexia Fast) no filme Verdade Ou Consequência que foi lançado em 2018.
Ele participou do videoclipe de Miranda Cosgrove, da música Stay My Baby e fez aparições na 4ª temporada de Glee como Hunter, o novo capitão do time dos Warblers. No episódio 4x08, Thanksgiving, o ator cantou a música Whistle, original de Flo Rida. Participou da 3ª temporada de Awkward, vivendo o personagem Colin. Participou também da série de TV, Supernatural, onde interpreta Jake, podemos vê-lo no nono episódio, Croatoan, da segunda temporada. Interpretou Luna em Riddick 3. O ator também participou de Arrow no episódio 3x05, "Secret Origin of Felicity Smoak", com o personagem Cooper, namorado de Felicity Smoak na época do colegial.